# Discografia di Nick Kamen
Questa pagina contiene la discografia di Nick Kamen, che al 2023 è composta da sette album di cui quattro album di inediti, tre raccolte e sedici singoli. I primi due album sono stati pubblicati dalla Sire Records e WEA, il terzo dalla Atlantic, il quarto nuovamente dalla WEA.

## Album
| Anno | Titolo             | Etichetta discografica | Posizioni classifica | Posizioni classifica | Posizioni classifica | Posizioni classifica | Posizioni classifica | Posizioni classifica | Posizioni classifica | Certificazioni         |
| Anno | Titolo             | Etichetta discografica | Regno Unito          | Austria              | Germania             | Italia               | Paesi Bassi          | Svezia               | Svizzera             | Certificazioni         |
| ---- | ------------------ | ---------------------- | -------------------- | -------------------- | -------------------- | -------------------- | -------------------- | -------------------- | -------------------- | ---------------------- |
| 1987 | Nick Kamen         | Sire Records / WEA     | 34                   | —                    | 59                   | 5                    | 38                   | 50                   | 12                   |                        |
| 1988 | Us                 | Sire Records / WEA     | —                    | —                    | —                    | 2                    | —                    | —                    | —                    |                        |
| 1990 | Move Until We Fly  | Atlantic               | —                    | 4                    | 44                   | 9                    | —                    | 15                   | 12                   | - Austria: Disco d'oro |
| 1992 | Whatever, Whenever | WEA                    | —                    | —                    | —                    | —                    | —                    | —                    | —                    |                        |

## Raccolte
- 1988 — Loving You
- 1991 — Each Time You Break My Heart — 16 Classic Tracks
- 2020 — The Complete Collection (box 6 cd)

## Singoli
| Anno | Titolo                              | Posizioni classifica | Posizioni classifica | Posizioni classifica | Posizioni classifica | Posizioni classifica | Posizioni classifica | Posizioni classifica | Posizioni classifica | Posizioni classifica | Posizioni classifica | Posizioni classifica | Album              |
| Anno | Titolo                              | Regno Unito          | Austria              | Canada               | Francia              | Germania             | Irlanda              | Italia               | Paesi Bassi          | Nuova Zelanda        | Svezia               | Svizzera             | Album              |
| ---- | ----------------------------------- | -------------------- | -------------------- | -------------------- | -------------------- | -------------------- | -------------------- | -------------------- | -------------------- | -------------------- | -------------------- | -------------------- | ------------------ |
| 1986 | Each Time You Break My Heart        | 5                    | 25                   | 64                   | 8                    | 8                    | 3                    | 2                    | 5                    | 41                   | 6                    | 2                    | Nick Kamen         |
| 1987 | Loving You Is Sweeter Than Ever     | 16                   | —                    | —                    | —                    | 51                   | 18                   | 1                    | 13                   | —                    | —                    | 15                   | Nick Kamen         |
| 1987 | Win Your Love                       | —                    | —                    | —                    | —                    | —                    | —                    | 5                    | —                    | —                    | —                    | —                    | Nick Kamen         |
| 1987 | Come Softly to Me                   | —                    | —                    | —                    | —                    | —                    | —                    | 17                   | —                    | —                    | —                    | —                    | Nick Kamen         |
| 1987 | Nobody Else                         | 47                   | —                    | —                    | —                    | —                    | 19                   | —                    | 97                   | —                    | —                    | —                    | Nick Kamen         |
| 1988 | Tell Me                             | 40                   | —                    | —                    | —                    | —                    | —                    | 1                    | 74                   | —                    | —                    | —                    | Us                 |
| 1988 | Bring Me Your Love                  | —                    | —                    | —                    | 20                   | —                    | —                    | 16                   | —                    | —                    | —                    | —                    | Us                 |
| 1989 | Don't Hold Out                      | —                    | —                    | —                    | —                    | —                    | —                    | 32                   | —                    | —                    | —                    | —                    | Loving You         |
| 1990 | I Promised Myself                   | 50                   | 1                    | —                    | 11                   | 5                    | —                    | 8                    | 4                    | —                    | 1                    | 3                    | Move Until We Fly  |
| 1990 | Oh How Happy                        | —                    | —                    | —                    | —                    | —                    | —                    | 37                   | —                    | —                    | —                    | —                    | Move Until We Fly  |
| 1990 | Looking Good Diving                 | —                    | —                    | —                    | —                    | —                    | —                    | —                    | —                    | —                    | —                    | —                    | Move Until We Fly  |
| 1990 | Agony and Ecstasy                   | —                    | —                    | —                    | —                    | —                    | —                    | —                    | —                    | —                    | —                    | —                    | Move Until We Fly  |
| 1992 | You're Not the Only One             | —                    | —                    | —                    | —                    | —                    | —                    | —                    | —                    | —                    | —                    | —                    | Whatever, Whenever |
| 1992 | We'll Never Lose What We Have Found | —                    | —                    | —                    | —                    | —                    | —                    | —                    | —                    | —                    | —                    | —                    | Whatever, Whenever |
| 2004 | I Promised Myself 2004              | —                    | —                    | —                    | —                    | —                    | —                    | —                    | 42                   | —                    | —                    | —                    |                    |